# Грязная война (Мексика)
Мексиканская грязная война (исп. Guerra Sucia) относится к мексиканскому театру «холодной войны» — внутренний конфликт между правительством Мексики, управляемым Институционно-революционной партией (ИРП), при поддержке США, и левыми студентами и партизанскими группами в 1960-х и 1970-х годах, во время президентства Густаво Диаса Ордаса, Луиса Эчеверрии и Хосе Лопеса Портильо. Во время войны правительственные силы совершали похищения, которые, по оценкам, составили 1 200 человек, систематические пытки и возможные внесудебные казни.
Судебное расследование государственных преступлений против политических движений было начато только в срок полномочий Висенте Фокса (2000—2006 годы), в результате чего была создана Специальная прокуратура по социальным и политическим движениям прошлого (FEMOSPP). Тем не менее, несмотря на то, что она продвинулась в изучении исторических фактов, FEMOSPP не удалось найти конкретные правовые последствия против главных зачинщиков грязной войны.

## События

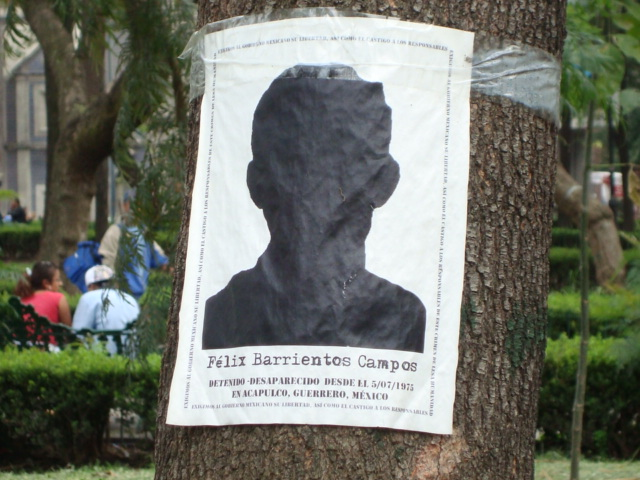
Плакат с осуждением насильственного исчезновения Феликса Барриентоса Кампоса, арестованного 5 июля 1975 года в Акапулько (Герреро, Мексика) и местонахождение которого неизвестно до даты размещения плаката в 2010 году. Объявление было размещено в парке Аламеда Сентраль в Мехико.

Война характеризовалась негативной реакцией на активное студенческое движение конца 1960-х годов, которое прекратилось в результате Резни в Тлателолько на студенческом митинге 1968 года, в котором было убито от 30 (согласно официальным сообщениям) до 300 человек (по сообщениям неправительственных источников), и в результате Резни Тела Христова на студенческой демонстрации в Мехико 10 июня 1971 года, в которой было убито 120 человек.
В этот период было несколько слабо связанных групп, сражавшихся против правительства. Среди наиболее важных — Коммунистическая лига 23 сентября, которая была в авангарде конфликта, активно действовала в нескольких городах по всей Мексике, в значительной степени опираясь на христианско-социалистические и марксистские студенческие организации. Они вступили в конфронтацию с мексиканскими силами безопасности, похитили несколько людей и попытались похитить Маргариту Лопес Портильо, сестру президента. В Герреро Партию бедных, якобы борющуюся с безнаказанностью землевладельцев и жестокими полицейскими действиями в сельских районах, возглавлял бывший учитель Лусио Кабаньяс. Они устроили засады на армию и силы безопасности, и похитили избранного губернатора Герреро.
Легализация левых политических партий в 1978 году наряду с амнистией заключённых и крупных партизан привела к тому, что ряд комбатантов прекратили воинственную борьбу против правительства. Тем не менее, некоторые группы продолжали сражаться, и Национальная комиссия по правам человека заявляет, что военные действия продолжались в 1982 году.
В июне 2002 года в докладе, подготовленном для Висенте Фокса, первого за 70 лет президента, не входившего в Институционно-революционную партию (ИРП), были подробно изложены действия правительства с 1964 по 1982 годы. В докладе говорится, что, согласно BBC News, мексиканская армия «похитила, замучила и убила сотни подозреваемых повстанцев» в тот период и обвинили мексиканское государство в геноциде. Специальный прокурор Мексики утверждал, что в докладе чрезмерно предвзято относятся к военным и что в нём не детализированы преступления, совершённые повстанцами, включая похищения людей, ограбления банков и убийства. Тем не менее, по общему мнению, в докладе точно оценена виновность правительства. Вместо того чтобы обеспечивать безопасность ни в чём не повинных гражданских лиц, оно преследовало и убивало их.

## Партизанские отряды
1960 год ознаменовался началом десятилетия террора в регионе Герреро, поскольку государство постепенно стало всё более жестоко расправляться с гражданами и крестьянами. Государство приняло акты подавления многочисленных различных движения за политические реформы в Герреро, поскольку местные жители со временем становились взволнованными тем, как правительство овладевало их властью и вмешивалось в их права. По мере того, как граждане стали более решительно выступать против правительства в 60-х годах, ИРП продолжала усиливать свою террористическую тактику в регионе. Хотя это было сделано для того, чтобы держать население под своим контролем, постоянный поток насилия заставил многих партизан задуматься о том, чтобы поднять оружие против ИПР.
Возникновение партизанских отрядов в 60-х и 70-х годах дало государству повод сосредоточить свои ресурсы на пресечении вооружённой деятельности партизан. Армия стала печально известна своей тактикой подавления мятежников в сельских районах Мексики, где были начаты такие действия, как полёты смерти.
Этот период государственного насилия в штате Герреро помог создать многочисленные партизанские организации. Одной из групп была Партия бедных, на которую оказал влияние марксизм и такие люди, как Че Гевара. Эта группа, как правило, была больше ориентирована на сельские районы, такие как Герреро, где они могли найти поддержку среди крестьян. Действия Партии бедных становятся более жестокими по отношению к богатым после таких событий, как Резня в Атояк в 1967 году, когда лидеры, такие как Лусио Кабаньяс, пытались использовать гнев крестьян, чтобы вызвать настоящую революцию.
В течение 60-х и 70-х годов Партия бедных привлекла внимание всей страны к таким действиям, как похищение Рубена Фигероа, который был видным лидером ИПР. Хотя этот акт вдохновил тех, кого угнетало правительство, это также ознаменовало упадок организации, поскольку правительство стало больше концентрироваться на уничтожении этой партизанской группировки. В конце концов армия нашла и убила Кабаньяса 2 декабря 1974 года, пытаясь разрушить его движение. Другой школьный учитель, ставший революционером, Хенаро Васкес Рохас, основал Национально-революционную гражданскую ассоциацию в ответ на действия правительства в Герреро. Эти два лидера и их движения возникли как вооружённая фаза этой социальной борьбы против коррумпированного правительства, которая будет продолжаться ещё долго после смерти лидеров.

## Пытки
Пытки были одним из многих инструментов, используемых государством, управляемым ИПР, в стремлении сдерживать многочисленные партизанские отряды и политических диссидентов. В то время как пытки были незаконными во многих странах в то время, многочисленные авторитарные режимы, возникшие в результате холодной войны, использовали это с большим эффектом. Мексиканское государство использовало пытки, чтобы получить информацию от захваченных повстанцев и партизан о нападениях и планах. Эти пытки совершались в подпольных центрах содержания под стражей, куда партизан отправляли до прибытия в легальную тюрьму, чтобы деятельность государства держалась в тайне от внешних источников. Как правило, партизанские заключённые мужского и женского пола подвергались пыткам в этих учреждениях. Женщины часто подвергались сексуальному насилию со стороны охранников. Это, в сочетании с другими формами физических и психологических нарушений на гендерной почве, заставляет некоторых полагать, что государство использовало эту форму гендерной охраны, чтобы попытаться удержать женщин от нарушения социальных и политических норм режимов.
Задержание и пытки политзаключённых стали более систематическими после студенческих восстаний в 1968 году, поскольку правительство решило, что жёсткие меры были необходимы для борьбы с беспорядками. Эта стадия насильственного и публичного подавления различных идеалов была похожа на режимы правительств стран Южного конуса, таких как Аргентина.

## Последствия
В течение нескольких лет, как мексиканская грязная война закончилась, мало что известно о количестве жертв, из-за её неуловимого характера на протяжении всей её продолжительности. Одна из причин этой проблемы заключается в том, что, поскольку не было крупномасштабной комиссии по установлению истины, которая бы обеспечивала справедливость для виновных и семей жертв, у Мексики никогда не было своего «момента Пиночета» в отношении войны. Другая проблема заключалась в отсутствии ответа после доклада Карильо Прието в 2006 году, в котором зафиксированы некоторые зверства, совершённые режимом ИРП. Несмотря на это свидетельство многочисленных преступлений, нарушающих права человека, экс-президент Луис Эчеверрия и несколько других должностных лиц ИРП сдали свои дела и стали гражданскими людьми. Неспособность правительства решить эти проблемы в прошлом порой вызывает напряжённость в Мексике, поскольку граждане не доверяют государству, которое не борется со старым режимом и его господством террора.